# Liste der denkmalgeschützten Objekte im Okres Bratislava I/0–9
Die Liste der denkmalgeschützten Objekte im Okres Bratislava I/0–9 enthält die nach slowakischen Denkmalschutzvorschriften geschützten Objekte im Stadtbezirk Okres Bratislava I, der den Stadtteil Staré Mesto der slowakischen Hauptstadt Bratislava umfasst, in den Straßen beginnend mit den Ziffern 0 bis 9.

## Denkmäler
| Foto |                 | Denkmal / č. ÚZPF                                            | Standort / Konskr. Nr.                                                           | Offizielle Beschreibung                                 | Beschreibung | Metadaten                                                                            |
| ---- | --------------- | ------------------------------------------------------------ | -------------------------------------------------------------------------------- | ------------------------------------------------------- | --- | ------------------------------------------------------------------------------------ |
|      | Datei hochladen | Gedenktafel(sk) ObjektID: 101-274/1                          | (Dunajský most, starý) KG: Staré Mesto Konskr.Nr.:                               | sov. armáda; PT v slovenčine                            | Gedenktafel zum Gedenken an die Sowjetische Armee, auf Slowakisch, an der alten Brücke Dunajský most. | č. NKP: 101-274/1 Stand des NKP: 2012-02-08 Name: TABUĽA PAMÄTNÁ                     |
|      | Datei hochladen | Gedenktafel(sk) ObjektID: 101-274/2                          | (Dunajský most, starý) KG: Staré Mesto Konskr.Nr.:                               | sov. armáda, PT v ruštine                               | Gedenktafel auf Russisch zum Gedenken an die Sowjetische Armee. An der alten Brücke über die Donau Dunajský most. | č. NKP: 101-274/2 Stand des NKP: 2012-02-08 Name: TABUĽA PAMÄTNÁ                     |
|      | Datei hochladen | Gedenktafel(sk) ObjektID: 101-274/3                          | (Dunajský most, starý) KG: Staré Mesto Konskr.Nr.:                               | sov. armáda, PT v slovenčine                            | Gedenktafel auf Slowakisch, zum Gedenken an die Sowjetische Armee. An der alten Brücke über die Donau Dunajský most. | č. NKP: 101-274/3 Stand des NKP: 2012-02-08 Name: TABUĽA PAMÄTNÁ                     |
|      | Datei hochladen | Gedenktafel(sk) ObjektID: 101-274/4                          | (Dunajský most, starý) KG: Staré Mesto Konskr.Nr.:                               | sov. armáda, PT v ruštine                               | Gedenktafel auf Russisch, zum Gedenken an die Sowjetische Armee. An der alten Brücke über die Donau Dunajský most. | č. NKP: 101-274/4 Stand des NKP: 2012-02-08 Name: TABUĽA PAMÄTNÁ                     |
|      | Datei hochladen | Brückenauffahrt I.(sk) ObjektID: 101-11599/1                 | (Dunajský most, starý) KG: Staré Mesto Konskr.Nr.:                               | nájazd Staré Mesto                                      | Brückenauffahrt zur alten Brücke über die Donau Dunajský Most in Staré Mesto. | č. NKP: 101-11599/1 Stand des NKP: 2012-02-08 Name: NÁJAZD MOSTNÝ I.                 |
| ja   | Datei hochladen | Mauthaus I.(sk) ObjektID: 101-11599/3                        | Dunajský most, starý KG: Staré Mesto Konskr.Nr.:                                 | solitér; mýtny domček Staré Mesto                       | Solitäres Mauthäuschen an der alten Brücke über die Donau Dunajský most in Staré Mesto. | č. NKP: 101-11599/3 Stand des NKP: 2012-02-08 Name: DOM MÝTNY I.                     |
| ja   | Datei hochladen | Brückenpfeiler(sk) Alte Brücke ObjektID: 101-11599/5         | (Dunajský most, starý) KG: Staré Mesto Konskr.Nr.:                               | 5 pilierov - bez stredného                              | Fünf Pfeiler (ohne den in der Mitte) der alten Brücke über die Donau Dunajský most. | č. NKP: 101-11599/5 Stand des NKP: 2012-02-08 Name: PILIERE MOSTOVÉ                  |
|      | Datei hochladen | Denkmal mit Porträtrelief(sk) ObjektID: 101-293/0            | (Horský park - stred) KG: Staré Mesto Konskr.Nr.:                                | Justi Heinrich; 1804-1878, verejný činiteľ              | Denkmal für den ehemaligen Bürgermeister Heinrich Justi (*1804 - †1878) im Park Horský park, mittig. Person des öffentlichen Lebens. | č. NKP: 101-293/0 Stand des NKP: 2012-02-08 Name: POMNÍK S PORTRÉTNYM RELIÉFOM       |
| ja   | Datei hochladen | Fragment Eisenbahnbrücke(sk) ObjektID: 101-826/0             | (Železná studnička) KG: Staré Mesto Konskr.Nr.:                                  | fragment, Červený most - fragment piliera               | Fragment der Eisenbahnbrücke Červený most - Pfeilerfragment in der Straße Železná studnička. | č. NKP: 101-826/0 Stand des NKP: 2012-02-08 Name: MOST ŽELEZNIČNÝ-FRAGMENT           |
| ja   | Datei hochladen | Schule(sk) ObjektID: 101-11189/0                             | Námestie 1. mája 1 Standort KG: Staré Mesto Konskr.Nr.: 4534                     | schodisková, solitér; ZŠ internát - žiaci s chyb. reči  | Eine Art der Disposition des Gebäudes, mit mehreren Etagen und deren inneren Kommunikationen, welche sich in Richtung Treppenhaus konzentrieren, so dass einzelne Räume direkt vom Podest zugänglich sind. Solitäres Schülerheim für Schüler mit Sprachfehlern auf dem Platz Námestie 1. mája 1. | č. NKP: 101-11189/0 Stand des NKP: 2012-02-08 Name: ŠKOLA                            |
| ja   | Datei hochladen | Friedhof(sk) Andreas-Friedhof ObjektID: 101-279/1            | 29. augusta 7 ul. (Ondrejský cintorín) Standort KG: Staré Mesto Konskr.Nr.: 530  | r. k. Ondrejský cintorín                                | Römisch-katholischer Friedhof Ondrejský cintorín in der Straße Ulica 29. augusta 7. | č. NKP: 101-279/1 Stand des NKP: 2012-02-08 Name: CINTORÍN                           |
| ja   | Datei hochladen | Leichenhalle(sk) ObjektID: 101-279/10                        | ulica 29. augusta 7 (Z časť areálu) Standort KG: Staré Mesto Konskr.Nr.: 6576    | solitérna, gr. kat. fara                                | Solitärartige Leichenhalle mit griechisch-katholischem Pfarrhaus, westlicher Arealabschnitt. In der Straße Ulica 29. augusta 7. | č. NKP: 101-279/10 Stand des NKP: 2012-02-08 Name: MÁRNICA                           |
| ja   | Datei hochladen | Kirche(sk) Kreuzerhöhungskirche ObjektID: 101-279/5          | 29. augusta ul. 7 (Z strana areálu) Standort KG: Staré Mesto Konskr.Nr.: 530     | gr. k. Povýšenia sv. Kríža; cintorínsky kostol, cerkva  | Griechisch-katholische Kirche Povýšenia sv. Kríža (deutsch Erhöhung des Heiligen Kreuzes), Friedhofskirche, westlicher Arealabschnitt. | č. NKP: 101-279/5 Stand des NKP: 2012-02-08 Name: KOSTOL                             |
| ja   | Datei hochladen | Park(sk) ObjektID: 101-279/2                                 | 29. augusta 7 ul. (Ondrejský cintorín) KG: Staré Mesto Konskr.Nr.: 530           | Ondrejský cintorín                                      | Parkanlage am Friedhof Ondrejský cintorín in der Straße Ulica 29. augusta 7. | č. NKP: 101-279/2 Stand des NKP: 2012-02-08 Name: PARK                               |
|      | Datei hochladen | Wohnhaus(sk) ObjektID: 101-10481/0                           | ulica 29. augusta 38 KG: Staré Mesto Konskr.Nr.: 2283                            | nárožný                                                 | Eck- und Wohnhaus in der Straße Ulica 29. augusta 38. | č. NKP: 101-10481/0 Stand des NKP: 2012-02-08 Name: DOM BYTOVÝ                       |
| ja   | Datei hochladen | Grab mit Grabstele(sk) ObjektID: 101-279/12                  | ul. 29. augusta (M/4, S múr) Standort KG: Staré Mesto Konskr.Nr.:                | Albrecht A. 1885-1958, skladateľ                        | Grab mit Grabstele des Komponisten Alexander Albrecht (*1885 - †1958), Sektor M/4, südliche Mauer, Straße Ulica 29. augusta. | č. NKP: 101-279/12 Stand des NKP: 2012-02-08 Name: HROB S NÁHROBNÍKOM                |
|      | Datei hochladen | Grab mit Grabstele(sk) ObjektID: 101-279/13                  | ul. 29. augusta (sektor I/1/2, V časť) KG: Staré Mesto Konskr.Nr.:               | Batka Ján Nepomuk, ml. 1845-1917, hud. kritik           | Grab mit Grabstele des Musikkritikers Ján Nepomuk Batka, jun. (*1845 - †1917), Sektor I/1/2, östlicher Abschnitt, Straße Ulica 29. augusta. | č. NKP: 101-279/13 Stand des NKP: 2012-02-08 Name: HROB S NÁHROBNÍKOM                |
| ja   | Datei hochladen | Grabstele(sk) ObjektID: 101-279/6                            | 29. augusta ul. (na S fasáde kostola) Standort KG: Staré Mesto Konskr.Nr.:       | kameň; šľachtický                                       | Adelig, steinerne Grabstele an der Nordfassade der Kirche, Straße Ulica 29. augusta. | č. NKP: 101-279/6 Stand des NKP: 2012-02-08 Name: NÁHROBNÍK                          |
| ja   | Datei hochladen | Grab mit Grabstele(sk) ObjektID: 101-279/16                  | 29. augusta ul. (sektor I/1/2, Z časť) Standort KG: Staré Mesto Konskr.Nr.:      | Jetting Karol; 1730-1790, diplomat                      | Grab mit Grabstele des Diplomaten Karol Jetting (*1730 - †1790), Sektor I/1/2, westlicher Abschnitt, Straße Ulica 29. augusta. | č. NKP: 101-279/16 Stand des NKP: 2012-02-08 Name: HROB S NÁHROBNÍKOM                |
|      | Datei hochladen | Grab mit Grabstele(sk) ObjektID: 101-279/17                  | ul. 29. augusta (sektor M/1, pred S časťou múru) KG: Staré Mesto Konskr.Nr.:     | Kornhuber A. 1824-1905, geológ, vet                     | Grab und Grabstele des österreichischen Geologen Andreas Kornhuber (*1824 - †1905) vor dem nördlichen Teil der Mauer, Straße Ulica 29. augusta. | č. NKP: 101-279/17 Stand des NKP: 2012-02-08 Name: HROB S NÁHROBNÍKOM                |
| ja   | Datei hochladen | Grab mit Grabstele(sk) ObjektID: 101-279/18                  | ul. 29. augusta (sektor III/1, stred) Standort KG: Staré Mesto Konskr.Nr.:       | Lehocký Emanuel; 1876-1930, soc. dem. politik           | Grab incl. Grabstele des sozial-demokratischen Politikers Emanuel Lehocký (*1876 - †1930), Sektor III/1, Mitte, Straße Ulica 29. augusta. | č. NKP: 101-279/18 Stand des NKP: 2012-02-08 Name: HROB S NÁHROBNÍKOM                |
|      | Datei hochladen | Grab mit Grabstele(sk) ObjektID: 101-279/19                  | ul. 29. augusta (sektor IV/5, V nárožie) KG: Staré Mesto Konskr.Nr.:             | Ortvay T. 1843-1916, historik                           | Grab incl. Grabstele des Seelsorgers und Historikers Tivadar Ortvay (*1843 - †1916), Sektor IV/5, östliche Ecke, Straße Ulica 29. augusta. | č. NKP: 101-279/19 Stand des NKP: 2012-02-08 Name: HROB S NÁHROBNÍKOM                |
|      | Datei hochladen | Grab mit Grabstele(sk) ObjektID: 101-279/20                  | ul. 29. augusta (sektor IV/4, JZ časť) KG: Staré Mesto Konskr.Nr.:               | Rigele Alojz; 1879-1940, sochár                         | Grab mit Grabstele des Bildhauers Alojz Rigele (*1879 - †1940), Sektor IV/4, südwestlicher Abschnitt, Straße Ulica 29. augusta. | č. NKP: 101-279/20 Stand des NKP: 2012-02-08 Name: HROB S NÁHROBNÍKOM                |
| ja   | Datei hochladen | Aufbahrungskapelle(sk) ObjektID: 101-279/21                  | ul. 29. augusta (sektor V/I, S strana) KG: Staré Mesto Konskr.Nr.:               | rod. Rakovszký kaplnka rod. Rakovszkých                 | Aufbahrungskapelle der Familie Rakovszký, Sektor V/I, Nordseite, Straße Ulica 29. augusta. | č. NKP: 101-279/21 Stand des NKP: 2012-02-08 Name: KAPLNKA POHREBNÁ                  |
| ja   | Datei hochladen | Aufbahrungskapelle(sk) ObjektID: 101-279/22                  | ul. 29. augusta (M/4, stred S múru) KG: Staré Mesto Konskr.Nr.:                  | rod. Strasser-Polgár; kaplnka rod. Strasser             | Aufbahrungskapelle der Familien Strasser-Polgár und Strasser, Sektor M/4, Mitte der Nordmauer, Straße Ulica 29. augusta. | č. NKP: 101-279/22 Stand des NKP: 2012-02-08 Name: KAPLNKA POHREBNÁ                  |
|      | Datei hochladen | Grab mit Grabstele(sk) ObjektID: 101-279/23                  | ul. 29. augusta (sektor III/4, SZ nárožie) KG: Staré Mesto Konskr.Nr.:           | Šrobár Vavro; 1867-1950, politik                        | Grab mit Grabstele des Vavro Šrobár (*1867 - †1950), Sektor III/4, Ecke nordwestlich, Straße Ulica 29. augusta. | č. NKP: 101-279/23 Stand des NKP: 2012-02-08 Name: HROB S NÁHROBNÍKOM                |
| ja   | Datei hochladen | Grab mit Grabstele(sk) ObjektID: 101-279/24                  | ul. 29. augusta (sektor II, ca stred S str) Standort KG: Staré Mesto Konskr.Nr.: | Urbánek Ferko; 1858-1934, dramatik                      | Grab mit Grabstele des Dramatikers Ferko Urbánek (*1858 - †1934) befindlich im Sektor II, ca. Mitte der Nordseite, Straße Ulica 29. augusta. | č. NKP: 101-279/24 Stand des NKP: 2012-02-08 Name: HROB S NÁHROBNÍKOM                |
| ja   | Datei hochladen | Aufbahrungskapelle(sk) ObjektID: 101-279/25                  | ul. 29. augusta (sektor I/1/2, Z časť) Standort KG: Staré Mesto Konskr.Nr.:      | rod. Wachtler; kaplnka rod. Wachtler                    | Aufbahrungskapelle der Familie Wachtler, Sektor I/1/2, westlicher Abschnitt. | č. NKP: 101-279/25 Stand des NKP: 2012-02-08 Name: KAPLNKA POHREBNÁ                  |
|      | Datei hochladen | Grab mit Grabstele(sk) ObjektID: 101-279/26                  | ul. 29. augusta (sektor I/2, ca stred) KG: Staré Mesto Konskr.Nr.:               | Zabota Ivan; 1878-1939, maliar                          | Grab mit Grabstele des Malers Ivan Zabota (*1878 - †1939), Sektor I/2, ca. Mitte, Straße Ulica 29. augusta. | č. NKP: 101-279/26 Stand des NKP: 2012-02-08 Name: HROB S NÁHROBNÍKOM                |
| ja   | Datei hochladen | Grabstele mit Statue und Gitter(sk) ObjektID: 101-279/31     | ul. 29. augusta (M1/a, Z časť múru) Standort KG: Staré Mesto Konskr.Nr.:         | kameň, kov; rod. Freymann-Kochlow                       | Stein, Metall, Grabstele mit Statue und Gitter der Familie Freymann-Kochlow, westlicher Abschnitt der Mauer, Straße Ulica 29. augusta. | č. NKP: 101-279/31 Stand des NKP: 2012-02-08 Name: NÁHROBOK SO SOCHOU A MREŽOU       |
|      | Datei hochladen | Grabstele(sk) ObjektID: 101-279/29                           | ul. 29. augusta (M1/a, Z časť múru) KG: Staré Mesto Konskr.Nr.:                  | kameň; Parthenschlager Juliana                          | Steinerne Grabstele der Juliana Parthenschlager, Sektor M1/a, westlicher Abschnitt der Mauer, Straße Ulica 29. augusta. | č. NKP: 101-279/29 Stand des NKP: 2012-02-08 Name: NÁHROBOK                          |
|      | Datei hochladen | Grabstele(sk) ObjektID: 101-279/34                           | ul. 29. augusta (sektor V/1, Z strana) KG: Staré Mesto Konskr.Nr.:               | kameň; Zambotti Mörmel                                  | Steinerne Grabstele, des Mörmel Zambotti, Sektor V/1, westliche Seite, Straße Ulica 29. augusta. | č. NKP: 101-279/34 Stand des NKP: 2012-02-08 Name: NÁHROBOK                          |
| ja   | Datei hochladen | Grabstele mit Statue(sk) ObjektID: 101-279/42                | ul. 29. augusta (sektor I/1/1, J strana) Standort KG: Staré Mesto Konskr.Nr.:    | kameň, Pagerka Michal                                   | Steinerne Grabstele des Michal Pagerka, Sektor I/1/1, südliche Seite, Straße Ulica 29. augusta. | č. NKP: 101-279/42 Stand des NKP: 2012-02-08 Name: NÁHROBOK SO SOCHOU                |
|      | Datei hochladen | Grabstele(sk) ObjektID: 101-279/70                           | ul. 29. augusta (sektor I/1/2, JV nárožie) KG: Staré Mesto Konskr.Nr.:           | kameň, Lippe-Wintrupp Georg von                         | Steinerne Grabstele des Georg von Lippe-Wintrupp im Sektor I/1/2, Ecke südöstlich, Straße Ulica 29. augusta. | č. NKP: 101-279/70 Stand des NKP: 2012-02-08 Name: NÁHROBOK                          |
| ja   | Datei hochladen | Grabstele mit Statue(sk) ObjektID: 101-279/35                | ul. 29. augusta (sektor I/1/2, JZ časť) Standort KG: Staré Mesto Konskr.Nr.:     | kameň, náhrobok so sochou anjela                        | Steinerne Grabstele mit Engelsstatue, Sektor I/1/2, südwestlicher Abschnitt, Straße Ulica 29. augusta. | č. NKP: 101-279/35 Stand des NKP: 2012-02-08 Name: NÁHROBOK SO SOCHOU                |
|      | Datei hochladen | Grabstele(sk) ObjektID: 101-279/37                           | ul. 29. augusta (sektor I/2, ca stred) KG: Staré Mesto Konskr.Nr.:               | kameň, náhrobok s figurálnym reliéfom                   | Steinerne Grabstele mit figuralem Relief, Sektor I/2, ca. Mitte, Straße Ulica 29. augusta. | č. NKP: 101-279/37 Stand des NKP: 2012-02-08 Name: NÁHROBOK                          |
|      | Datei hochladen | Grabstele mit Statue(sk) ObjektID: 101-279/32                | ul. 29. augusta (K 2, za býv. márnicou) KG: Staré Mesto Konskr.Nr.:              | kameň, rod. De Paully                                   | Steinerne Grabstele der Familie De Paully, Sektor K 2, hinter dem ehemaligen Leichenhaus, Straße Ulica 29. augusta. | č. NKP: 101-279/32 Stand des NKP: 2012-02-08 Name: NÁHROBNÍK SO SOCHOU               |
|      | Datei hochladen | Grabstele(sk) ObjektID: 101-279/28                           | ul. 29. augusta (sektor II, Z časť) KG: Staré Mesto Konskr.Nr.:                  | kameň, Danko Anton                                      | Steinerne Grabstele des Anton Danko, Sektor II, westlicher Abschnitt, Straße Ulica 29. augusta. | č. NKP: 101-279/28 Stand des NKP: 2012-02-08 Name: NÁHROBOK                          |
|      | Datei hochladen | Grabstele(sk) ObjektID: 101-279/71                           | ul. 29. augusta (sektor I/1/2, J strana) KG: Staré Mesto Konskr.Nr.:             | kameň, obelisk                                          | Obeliskartige steinerne Grabstele, Sektor I/1/2, südliche Seite, Straße Ulica 29. augusta. | č. NKP: 101-279/71 Stand des NKP: 2012-02-08 Name: NÁHROBOK                          |
| ja   | Datei hochladen | Grabstele(sk) ObjektID: 101-279/40                           | ul. 29. augusta (sektor I/1/2, ca stred) Standort KG: Staré Mesto Konskr.Nr.:    | kameň, Schmidt Johann a Anna                            | Steinerne Grabstele der Johann und Anna Schmidt, Sektor I/1/2, ca. Mitte, Straße Ulica 29. augusta. | č. NKP: 101-279/40 Stand des NKP: 2012-02-08 Name: NÁHROBOK                          |
|      | Datei hochladen | Grabstele(sk) ObjektID: 101-279/41                           | ul. 29. augusta (sektor III/4, ca stred) KG: Staré Mesto Konskr.Nr.:             | kameň, Florián Jozef a Sommer Stefan                    | Steinerne Grabstele des Jozef Florián und des Stefan Sommer, Sektor III/4, ca. Mitte, Straße Ulica 29. augusta. | č. NKP: 101-279/41 Stand des NKP: 2012-02-08 Name: NÁHROBOK                          |
| ja   | Datei hochladen | Grabstele(sk) ObjektID: 101-279/56                           | ul. 29. augusta (sektor I/1/1, V časť) Standort KG: Staré Mesto Konskr.Nr.:      | kameň, kov, rod. Eder                                   | Grabstele aus Stein und Metall der Familie Eder im Sektor I/1/1, östlicher Abschnitt, Straße Ulica 29. augusta. | č. NKP: 101-279/56 Stand des NKP: 2012-02-08 Name: NÁHROBOK                          |
| ja   | Datei hochladen | Grabstele(sk) ObjektID: 101-279/43                           | ul. 29. augusta (sektor I/1/2, Z časť) Standort KG: Staré Mesto Konskr.Nr.:      | kameň, Ludwig Theresia                                  | Steinerne Grabstele der Theresia Ludwig, Sektor I/1/2, westlicher Abschnitt, Straße Ulica 29. augusta. | č. NKP: 101-279/43 Stand des NKP: 2012-02-08 Name: NÁHROBOK                          |
| ja   | Datei hochladen | Grabstele(sk) ObjektID: 101-279/46                           | ul. 29. augusta (sektor I/1/1, JZ nárožie) Standort KG: Staré Mesto Konskr.Nr.:  | kameň, Kohlhuber Robert a Mária                         | Steinerne Grabstele, Mária und Robert Kohlhuber, Sektor I/1/1, südwestliche Ecke, Straße Ulica 29. augusta. | č. NKP: 101-279/46 Stand des NKP: 2012-02-08 Name: NÁHROBOK                          |
| ja   | Datei hochladen | Grabstele(sk) ObjektID: 101-279/47                           | ul. 29. augusta (sektor M/1a, Z múr) KG: Staré Mesto Konskr.Nr.:                 | kameň, Markovics de Csernek Antonia                     | Steinerne Grabstele der Antonia Markovics de Csernek, Sektor M/1a, westliche Mauer, Straße Ulica 29. augusta. | č. NKP: 101-279/47 Stand des NKP: 2012-02-08 Name: NÁHROBOK                          |
| ja   | Datei hochladen | Grabstele(sk) ObjektID: 101-279/48                           | ul. 29. augusta (M1/a, Z časť múru) Standort KG: Staré Mesto Konskr.Nr.:         | kameň, rod. Feiglerovcov - staviteľov                   | Steinerne Grabstele der Erbauerfamilie Feigler, Sektor M1/a, westlicher Mauerabschnitt, Straße Ulica 29. augusta. | č. NKP: 101-279/48 Stand des NKP: 2012-02-08 Name: NÁHROBOK                          |
| ja   | Datei hochladen | Grab und Grabstele(sk) ObjektID: 101-279/49                  | ul. 29. augusta (sektor I/1/2, Z časť) Standort KG: Staré Mesto Konskr.Nr.:      | kameň, rod. Rumpelmayer-Viktor+Fridri.                  | Grab und steinerne Grabstele der Familie Rumpelmayer, Sektor I/1/2, westlicher Abschnitt, Straße Ulica 29. augusta. | č. NKP: 101-279/49 Stand des NKP: 2012-02-08 Name: HROB S NÁHROBKOM                  |
|      | Datei hochladen | Grabstele(sk) ObjektID: 101-279/50                           | ul. 29. augusta (sektor I/2, V časť) KG: Staré Mesto Konskr.Nr.:                 | kameň, rod. Kiettling                                   | Steinerne Grabstele der Familie Kiettling, Sektor I/2, östlicher Abschnitt, Straße Ulica 29. augusta. | č. NKP: 101-279/50 Stand des NKP: 2012-02-08 Name: NÁHROBOK                          |
|      | Datei hochladen | Grabstele(sk) ObjektID: 101-279/51                           | ul. 29. augusta (sektor III/2, S strana) KG: Staré Mesto Konskr.Nr.:             | kameň, rod. Klag                                        | Steinerne Grabstele der Familie Klag, Sektor III/2, Nordseite, Straße Ulica 29. augusta. | č. NKP: 101-279/51 Stand des NKP: 2012-02-08 Name: NÁHROBOK                          |
| ja   | Datei hochladen | Grabstele mit Statue(sk) ObjektID: 101-279/52                | ul. 29. augusta (sektor III/2, S strana) Standort KG: Staré Mesto Konskr.Nr.:    | kameň, rod. Reischl                                     | Steinerne Grabstele mit Statue der Familie Reischl im Sektor III/2, Nordseite, Straße Ulica 29. augusta. | č. NKP: 101-279/52 Stand des NKP: 2012-02-08 Name: NÁHROBNÍK SO SOCHOU               |
| ja   | Datei hochladen | Grabstele(sk) ObjektID: 101-279/53                           | ul. 29. augusta (sektor III/4, JV nárožie) KG: Staré Mesto Konskr.Nr.:           | kameň, rod. Fasold                                      | Steinerne Grabstele der Familie Fasold, Sektor III/4, südöstliche Ecke, Straße Ulica 29. augusta. | č. NKP: 101-279/53 Stand des NKP: 2012-02-08 Name: NÁHROBOK                          |
| ja   | Datei hochladen | Grabstele(sk) ObjektID: 101-279/55                           | ul. 29. augusta (sektor I/1/1, JZ časť) Standort KG: Staré Mesto Konskr.Nr.:     | kameň, Resch Anton                                      | Steinerne Grabstele des Anton Resch, Sektor I/1/1, südwestlicher Abschnitt, Straße Ulica 29. augusta. | č. NKP: 101-279/55 Stand des NKP: 2012-02-08 Name: NÁHROBOK                          |
|      | Datei hochladen | Grabstele(sk) ObjektID: 101-279/111                          | ul. 29. augusta (Ondrejský cintorín) KG: Staré Mesto Konskr.Nr.:                 | kameň, náhrobok Johanna Eysnera                         | Steinerne Grabstele der Johanna Eyserna auf dem Friedhof Ondrejský cintorín in der Straße Ulica 29. augusta. | č. NKP: 101-279/111 Stand des NKP: 2012-02-08 Name: NÁHROBOK                         |
|      | Datei hochladen | Grabstele(sk) ObjektID: 101-279/112                          | ul. 29. augusta (Ondrejský cintorín) KG: Staré Mesto Konskr.Nr.:                 | kameň, náhrobok Johanny Batka                           | Steinerne Grabstele der Johanny Batka auf dem Friedhof Ondrejský cintorín in der Straße Ulica 29. augusta. | č. NKP: 101-279/112 Stand des NKP: 2012-02-08 Name: NÁHROBOK                         |
| BW   | Datei hochladen | Grabstele mit Gitter(sk) ObjektID: 101-279/73                | ul. 29. augusta (sektor III/4, SV nárožie) Standort KG: Staré Mesto Konskr.Nr.:  | kov, kameň; Reimann Július, Kohl Ferdinand              | Metallgitter und steinerne Grabstele des Július Reimann und des Ferdinand Kohl, Straße Ulica 29. augusta. | č. NKP: 101-279/73 Stand des NKP: 2012-02-08 Name: NÁHROBOK S MREŽOU                 |
| ja   | Datei hochladen | Grabstele(sk) ObjektID: 101-279/57                           | ul. 29. augusta (sektor IV/2, J časť) Standort KG: Staré Mesto Konskr.Nr.:       | kameň, kov; rod. Eremit                                 | Grabstele aus Stein und Metall der Familie Eremit, Sektor IV/2, südlicher Abschnitt, Straße Ulica 29. augusta. | č. NKP: 101-279/57 Stand des NKP: 2012-02-08 Name: NÁHROBOK                          |
|      | Datei hochladen | Grabstele(sk) ObjektID: 101-279/89                           | ul. 29. augusta (sektor I/1/2, SV časť) KG: Staré Mesto Konskr.Nr.:              | kameň; Kchypová Mánička                                 | Steinerne Grabstele der Mánička Kchypová, Sektor I/1/2, nordöstlicher Abschnitt, Straße Ulica 29. augusta. | č. NKP: 101-279/89 Stand des NKP: 2012-02-08 Name: NÁHROBOK                          |
| ja   | Datei hochladen | Grabstele mit Relief(sk) ObjektID: 101-279/88                | ul. 29. augusta (sektor I/1/1, JZ časť) Standort KG: Staré Mesto Konskr.Nr.:     | kameň; Teplý Emilie                                     | Steinerne Grabstele mit Relief der Emilie Teplý, Sektor I/1/1, südwestlicher Abschnitt, Straße Ulica 29. augusta. | č. NKP: 101-279/88 Stand des NKP: 2012-02-08 Name: NÁHROBNÍK S RELIÉFOM              |
| ja   | Datei hochladen | Grabstele mit Kreuz und Gitter(sk) ObjektID: 101-279/58      | ul. 29. augusta (M/4, S múr) Standort KG: Staré Mesto Konskr.Nr.:                | kameň, kov; Rád menších bratov kapucínov                | Grabstele mit Kreuz und Gitter des Ordens der Minderen Brüder Kapuziner, Sektor M/4, nördliche Mauer, Straße Ulica 29. augusta. | č. NKP: 101-279/58 Stand des NKP: 2012-02-08 Name: NÁHROBOK S KRÍŽOM A MREŽOU        |
|      | Datei hochladen | Grabstele mit Kreuz(sk) ObjektID: 101-279/59                 | ul. 29. augusta (sektor I/2, V časť) KG: Staré Mesto Konskr.Nr.:                 | kameň, kov; náhrobok, kríž                              | Grabstele, Stein, Metall, Kreuz, Sektor I/2, östlicher Abschnitt, Straße Ulica 29. augusta. | č. NKP: 101-279/59 Stand des NKP: 2012-02-08 Name: NÁHROBOK S KRÍŽOM                 |
| ja   | Datei hochladen | Grabstele mit Relief(sk) ObjektID: 101-279/74                | ul. 29. augusta (sektor I/1/1, Z časť) Standort KG: Staré Mesto Konskr.Nr.:      | kameň; rod. Eduarda Majscha                             | Steinerne Grabstele des Eduard Majsch, Sektor I/1/1, westlicher Abschnitt, Straße Ulica 29. augusta. | č. NKP: 101-279/74 Stand des NKP: 2012-02-08 Name: NÁHROBOK S RELIÉFOM               |
|      | Datei hochladen | Grabstele mit Skulptur und Gitter(sk) ObjektID: 101-279/90   | ul. 29. augusta (sektor II, pri S strane) KG: Staré Mesto Konskr.Nr.:            | kameň; náhrobok so súsoším                              | Steinerne Grabstele mit Statuengebilde und Gitter, Sektor II, an der nördlichen Seite, Straße Ulica 29. augusta. | č. NKP: 101-279/90 Stand des NKP: 2012-02-08 Name: NÁHROBOK SO SÚSOŠÍM A MREŽOU      |
| ja   | Datei hochladen | Grabstele(sk) ObjektID: 101-279/113                          | ul. 29. augusta (Ondrejský cintorín) KG: Staré Mesto Konskr.Nr.:                 | kameň; Emanuel Lehotský                                 | Steinerne Grabstele des Emanuel Lehotský auf dem Friedhof Ondrejský cintorín in der Straße Ulica 29. augusta. | č. NKP: 101-279/113 Stand des NKP: 2012-02-08 Name: NÁHROBOK                         |
| ja   | Datei hochladen | Grabstele und Gitter(sk) ObjektID: 101-279/75                | ul. 29. augusta (sektor III/2, J strana) KG: Staré Mesto Konskr.Nr.:             | kov; Kohl Jozef a Amália                                | Grabstele aus Metall mit Gitter der Amália und Jozef Kohl, Sektor III/2, südliche Seite, Straße Ulica 29. augusta. | č. NKP: 101-279/75 Stand des NKP: 2012-02-08 Name: NÁHROBOK S MREŽOU                 |
|      | Datei hochladen | Grabstele(sk) ObjektID: 101-279/114                          | ul. 29. augusta (Ondrejský cintorín) KG: Staré Mesto Konskr.Nr.:                 | kameň; náhrobok Márie Nabelkovej                        | Steinerne Grabstele der Mária Nabelková auf dem Friedhof Ondrejský cintorín in der Straße Ulica 29. augusta. | č. NKP: 101-279/114 Stand des NKP: 2012-02-08 Name: NÁHROBOK                         |
| ja   | Datei hochladen | Grabstele mit Medaillon(sk) ObjektID: 101-279/107            | ul. 29. augusta (sektor IV/3, SV strana) KG: Staré Mesto Konskr.Nr.:             | kameň, kov; Subík Ivan                                  | Stein, Metall, Grabstele mit Medaillon des Ivan Subík, Sektor IV/3, nordöstliche Seite, Straße Ulica 29. augusta. | č. NKP: 101-279/107 Stand des NKP: 2012-02-08 Name: NÁHROBOK S MEDAILÓNOM            |
| ja   | Datei hochladen | Grabstele(sk) ObjektID: 101-279/108                          | ul. 29. augusta (sektor IV/3, J strana) KG: Staré Mesto Konskr.Nr.:              | kameň; Strauch Wiliam                                   | Steinerne Grabstele des Wiliam Strauch, Sektor IV/3, südliche Seite, Straße Ulica 29. augusta. | č. NKP: 101-279/108 Stand des NKP: 2012-02-08 Name: NÁHROBOK                         |
|      | Datei hochladen | Grabstele mit Medaillon und Statue(sk) ObjektID: 101-279/91  | ul. 29. augusta (sektor V/1, JV nárožie) KG: Staré Mesto Konskr.Nr.:             | kameň; Steiner Franz                                    | Steinerne Grabstele des Franz Steiner, Sektor V/1, südöstliche Ecke, Straße Ulica 29. augusta. | č. NKP: 101-279/91 Stand des NKP: 2012-02-08 Name: NÁHROBOK S MEDAILÓNOM A SOCHOU    |
|      | Datei hochladen | Grabstele mit Relief(sk) ObjektID: 101-279/115               | ul. 29. augusta (Ondrejský cintorín) KG: Staré Mesto Konskr.Nr.:                 | kameň, bronz; náhrobok Ripla Ronaya                     | Steinerne Grabstele mit Bronze des Ronaya Ripla auf dem Friedhof Ondrejský cintorín in der Straße Ulica 29. augusta. | č. NKP: 101-279/115 Stand des NKP: 2012-02-08 Name: NÁHROBOK S RELIÉFOM              |
| ja   | Datei hochladen | Grab mit Grabstele(sk) ObjektID: 101-279/76                  | ul. 29. augusta (sektor II, Z strana) KG: Staré Mesto Konskr.Nr.:                | kameň,bronz; Móczik Jozef - páter Felicián              | Steinerne Grabstele mit Bronze des Pater Felizian (Jozef Móczik), Straße Ulica 29. augusta. | č. NKP: 101-279/76 Stand des NKP: 2012-02-08 Name: HROB S NÁHROBKOM                  |
|      | Datei hochladen | Statue(sk) ObjektID: 101-279/60                              | ul. 29. augusta (v kaplnke Strasser) KG: Staré Mesto Konskr.Nr.:                 | kameň; pôv. hrobka rod. Lebewohl                        | Steinerne Statue in der Kapelle Strasser, ursprünglich die Gruft der Familie Lebewohl in der Straße Ulica 29. augusta. | č. NKP: 101-279/60 Stand des NKP: 2012-02-08 Name: SOCHA                             |
| ja   | Datei hochladen | Grabstele mit Statue(sk) ObjektID: 101-279/61                | ul. 29. augusta (M/4, S múr) KG: Staré Mesto Konskr.Nr.:                         | kameň; rod. Lovassy                                     | Steinerne Grabstele mit Statue der Familie Lovassy, Sektor M/4, nördliche Mauer, Straße Ulica 29. augusta. | č. NKP: 101-279/61 Stand des NKP: 2012-02-08 Name: NÁHROBOK SO SOCHOU                |
|      | Datei hochladen | Grabstele mit Relief(sk) ObjektID: 101-279/92                | ul. 29. augusta (sektor IV/4, JZ nárožie) KG: Staré Mesto Konskr.Nr.:            | mramor; rod. Rigele-Platt                               | Grabstele mit Relief aus Marmor der Familie Rigele-Platt, Sektor IV/4, südwestliche Ecke, Straße Ulica 29. augusta. | č. NKP: 101-279/92 Stand des NKP: 2012-02-08 Name: NÁHROBOK S RELIÉFOM               |
|      | Datei hochladen | Grabstele(sk) ObjektID: 101-279/116                          | ul. 29. augusta (Ondrejský cintorín) KG: Staré Mesto Konskr.Nr.:                 | kameň; náhrobok Juliany Schwarz                         | Steinerne Grabstele der Juliany Schwarz auf dem Friedhof Ondrejský cintorín in der Straße Ulica 29. augusta. | č. NKP: 101-279/116 Stand des NKP: 2012-02-08 Name: NÁHROBOK                         |
|      | Datei hochladen | Grabtafel mit Medaillon(sk) ObjektID: 101-279/77             | ul. 29. augusta (M/1b, Z časť múru) KG: Staré Mesto Konskr.Nr.:                  | kameň, bronz; rod. Dr. Kovátsa                          | Steinerne und bronzene Grabtafel mit Medaillon der Familie des Dr. Kováts, Sektor M/1b, westlicher Abschnitt der Mauer, Straße Ulica 29. augusta. | č. NKP: 101-279/77 Stand des NKP: 2012-02-08 Name: NÁHROBNÁ DOSKA S MEDAILÓNOM       |
|      | Datei hochladen | Straßenkapelle(sk) ObjektID: 101-279/4                       | ul. 29. augusta (pri hlavnej bráne) KG: Staré Mesto Konskr.Nr.:                  | r.k.P.M. kaplnka                                        | Römisch-katholische Straßenkapelle der Jungfrau Maria am Haupttor in der Straße Ulica 29. augusta. | č. NKP: 101-279/4 Stand des NKP: 2012-02-08 Name: KAPLNKA PRÍCESTNÁ                  |
| ja   | Datei hochladen | Grab mit Grabstele(sk) ObjektID: 101-279/14                  | ul. 29. augusta (sektor I/1/2, SV časť) Standort KG: Staré Mesto Konskr.Nr.:     | Gessay Ignác; 1874-1928,politik                         | Grab mit Grabstele des Politikers Ignác Gessay (*1874 - †1928), Sektor I/1/2, nordöstlicher Abschnitt, Straße Ulica 29. augusta. | č. NKP: 101-279/14 Stand des NKP: 2012-02-08 Name: HROB S NÁHROBNÍKOM                |
|      | Datei hochladen | Grab(sk) ObjektID: 101-279/15                                | ul. 29. augusta (sektor IV/3, S strana) KG: Staré Mesto Konskr.Nr.:              | Hladká-Hodžová Marína; 1843-1920, nár. osvet. pracovníc | Grab der Arbeiterin der nationalen Aufklärung Marína Hladká-Hodžová (*1843 - †1920), Sektor IV/3, nördliche Seite, Straße Ulica 29. augusta. | č. NKP: 101-279/15 Stand des NKP: 2012-02-08ö Name: HROB                             |
|      | Datei hochladen | Grabstele mit Kreuz(sk) ObjektID: 101-279/7                  | ul. 29. augusta (na fasáde apsidy kostola) KG: Staré Mesto Konskr.Nr.:           | kameň, liatina; rod. Jablanczy a Florian                | Stein, Gusseisen, Grabstele mit Kreuz der Familie Jablanczy und Florian an der Fassadenapsis der Kirche, Straße Ulica 29. augusta. | č. NKP: 101-279/7 Stand des NKP: 2012-02-08 Name: NÁHROBNÍK S KRÍŽOM                 |
| ja   | Datei hochladen | Grabstele mit Statue(sk) ObjektID: 101-279/8                 | ul. 29. augusta (na J fasáde lode kostola) KG: Staré Mesto Konskr.Nr.:           | kameň; rod. Kovács                                      | Grabstele mit Statue der Familie Kovácz an der südlichen Fassade des Kirchenschiffes, Straße Ulica 29. augusta. | č. NKP: 101-279/8 Stand des NKP: 2012-02-08 Name: NÁHROBNÍK SO SOCHOU                |
|      | Datei hochladen | Grabstele(sk) ObjektID: 101-279/9                            | ul. 29. augusta (na J fasáde lode kostola) KG: Staré Mesto Konskr.Nr.:           | kameň; rod. Benzel Sterman                              | Steinerne Grabstele mit Statue der Familie Benzel Sterman an der südlichen Fassade des Kirchenschiffes, Straße Ulica 29. augusta. | č. NKP: 101-279/9 Stand des NKP: 2012-02-08 Name: NÁHROBNÍK                          |
|      | Datei hochladen | Tor mit Statue(sk) ObjektID: 101-279/3                       | ul. 29. augusta (Z strana areálu) KG: Staré Mesto Konskr.Nr.:                    | sv. Ondrej; vozová, hlavná brána                        | Haupttor für Fahrzeuge mit Statue des heiligen Ondrej, westliche Seite des Areals, Straße Ulica 29. augusta. | č. NKP: 101-279/3 Stand des NKP: 2012-02-08 Name: BRÁNA SO SOCHOU                    |
|      | Datei hochladen | Tor(sk) ObjektID: 101-279/11                                 | ul. 29. augusta (Z časť areálu) KG: Staré Mesto Konskr.Nr.:                      | murovaná brána pre peších                               | Gemauertes Tor für Fußgänger, westlicher Abschnitt des Areals. | č. NKP: 101-279/11 Stand des NKP: 2012-02-08 Name: BRÁNA                             |
| ja   | Datei hochladen | Grabstele mit Statue(sk) ObjektID: 101-279/27                | ul. 29. augusta (sektor K 2, za márnicou) Standort KG: Staré Mesto Konskr.Nr.:   | kameň; Graw Friedrich                                   | Steinerne Grabstele des Generalmajors der kaiserlichen Armee Friedrich von Graw mit Statue, Sektor K 2, hinter dem Leichenhaus. Geadelt 1778, Generalmajor 1789, † 26. Juni 1790. Bei dem Grab handelt es sich um das älteste noch vorhandene Garab am Friedhof.                                 | č. NKP: 101-279/27 Stand des NKP: 2012-02-08 Name: NÁHROBNÍK SO SOCHOU               |
|      | Datei hochladen | Grabstele(sk) ObjektID: 101-279/30                           | ul. 29. augusta (M1/a, Z časť múru) KG: Staré Mesto Konskr.Nr.:                  | kameň; Gaal Anna von                                    | Steinerne Grabstele der Anna von Gaal, Sektor M1/a, westlicher Abschnitt der Mauer | č. NKP: 101-279/30 Stand des NKP: 2012-02-08 Name: NÁHROBOK                          |
| ja   | Datei hochladen | Grabstele(sk) ObjektID: 101-279/33                           | ul. 29. augusta (sektor I/1/1, JZ nárožie) Standort KG: Staré Mesto Konskr.Nr.:  | kameň, kov; rod. Petz                                   | Steinerne Grabstele, teils Metall der Familie Petz, Sektor I/1/1, südwestliche Ecke | č. NKP: 101-279/33 Stand des NKP: 2012-02-08 Name: NÁHROBNÍK                         |
|      | Datei hochladen | Grabstele mit Statue(sk) ObjektID: 101-279/36                | ul. 29. augusta (sektor I/1/2, JZ časť) KG: Staré Mesto Konskr.Nr.:              | kameň; Dietrich Katarína                                | Steinerne Grabstele der Katarína Dietrich, Sektor I/1/2, südwestlicher Abschnitt | č. NKP: 101-279/36 Stand des NKP: 2012-02-08 Name: NÁHROBOK SO SOCHOU                |
| ja   | Datei hochladen | Aufbahrungskapelle(sk) ObjektID: 101-279/38                  | ul. 29. augusta (sektor M/1a, S od kostola) KG: Staré Mesto Konskr.Nr.:          | murovaná kaplnka rod. von Müller                        | Gemauerte Kapelle der Familie Müller, Sektor M/1a, nördlich der Kirche, Straße Ulica 29. augusta. | č. NKP: 101-279/38 Stand des NKP: 2012-02-08 Name: KAPLNKA POHREBNÁ                  |
| ja   | Datei hochladen | Grabstele mit Statue(sk) ObjektID: 101-279/39                | ul. 29. augusta (K 2, za býv. márnicou) KG: Staré Mesto Konskr.Nr.:              | kameň; Gürth Johann Jacob                               | Steinerne Grabstele des Johann Jacob Gürth mit Statue, Sektor K/2, hinter dem ehemaligen Leichenhaus, Straße Ulica 29. augusta. | č. NKP: 101-279/39 Stand des NKP: 2012-02-08 Name: NÁHROBNÍK SO SOCHOU               |
| ja   | Datei hochladen | Grabstele(sk) ObjektID: 101-279/44                           | ul. 29. augusta (sektor I/1/2, Z časť) Standort KG: Staré Mesto Konskr.Nr.:      | kameň; rod.Ludwig                                       | Steinerne Grabstele der Familie Ludwig, Sektor I/1/2, westlicher Abschnitt, Straße Ulica 29. augusta | č. NKP: 101-279/44 Stand des NKP: 2012-02-08 Name: NÁHROBOK                          |
| ja   | Datei hochladen | Grabstele(sk) ObjektID: 101-279/45                           | 29. augusta ul. (sektor I/1/2, Z časť) Standort KG: Staré Mesto Konskr.Nr.:      | kameň; Ludwig Josef ml.                                 | Steinerne Grabstele des Josef Ludwig, jr.; Sektor I/1/2, westlicher Abschnitt, Straße Ulica 29. augusta. | č. NKP: 101-279/45 Stand des NKP: 2012-02-08 Name: NÁHROBOK                          |
| ja   | Datei hochladen | Grabstele(sk) ObjektID: 101-279/54                           | ul. 29. augusta (sektor I/1, JZ nárožie) Standort KG: Staré Mesto Konskr.Nr.:    | kameň; Kremnicska Johann                                | Steinerne Grabstele des Johann Kremnicska, Sektor I/1, südwestliche Ecke, Straße Ulica 29. augusta. | č. NKP: 101-279/54 Stand des NKP: 2012-02-08 Name: NÁHROBOK                          |
|      | Datei hochladen | Grabstele mit Gitter(sk) ObjektID: 101-279/62                | 29. augusta ul. (sektor III/4, stred S str) KG: Staré Mesto Konskr.Nr.:          | kov, kameň; Martinengo Ferdinand                        | Grabstele aus Stein und Metall des Ferdinand Martinengo, Sektor III/4, Mitte der Nordseite, Straße Ulica 29. augusta. | č. NKP: 101-279/62 Stand des NKP: 2012-02-08 Name: NÁHROBOK S MREŽOU                 |
|      | Datei hochladen | Grabstele mit Gitter(sk) ObjektID: 101-279/63                | 29. augusta ul. (sektor III/3, na JZ nároží) KG: Staré Mesto Konskr.Nr.:         | kov, kameň; Gero Wolff                                  | Grabstele aus Stein und Metall des Gero Wolff, Sektor III/3, an der südwestlichen Ecke, Straße Ulica 29. augusta. | č. NKP: 101-279/63 Stand des NKP: 2012-02-08 Name: NÁHROBOK S MREŽOU                 |
| ja   | Datei hochladen | Grabstele mit Statue(sk) ObjektID: 101-279/64                | 29. augusta ul. (sektor I/1/2, V časť) Standort KG: Staré Mesto Konskr.Nr.:      | kameň; Edle von Klempa Julianna                         | Steinerne Grabstele der Julianna Edle von Klempa mit Statue, Sektor I/1/2, östlicher Abschnitt, Straße Ulica 29. augusta. | č. NKP: 101-279/64 Stand des NKP: 2012-02-08 Name: NÁHROBNÍK SO SOCHOU               |
| ja   | Datei hochladen | Grabstele mit Statue(sk) ObjektID: 101-279/65                | 29. augusta ul. (sektor I/1/2, ca stred) Standort KG: Staré Mesto Konskr.Nr.:    | kameň; náhrobník s erbom rod. Wachtler                  | Steinerne Grabstele mit Wappen der Familie Wachtler, Sektor I/1/2, ca Mitte, Straße Ulica 29. augusta. | č. NKP: 101-279/65 Stand des NKP: 2012-02-08 Name: NÁHROBNÍK SO SOCHOU               |
|      | Datei hochladen | Grabstele(sk) ObjektID: 101-279/66                           | 29. augusta ul. (sektor I/1/2, J strana) KG: Staré Mesto Konskr.Nr.:             | kameň; Szecsen de Temerin Anton                         | Steinerne Grabstele des Anton Szecsen de Temerin, Sektor I/1/2, Südseite, Straße Ulica 29. augusta. | č. NKP: 101-279/66 Stand des NKP: 2012-02-08 Name: NÁHROBNÍK                         |
| ja   | Datei hochladen | Grabstele mit Statue(sk) ObjektID: 101-279/67                | 29. augusta ul. (sektor M1/a, Z časť múru) Standort KG: Staré Mesto Konskr.Nr.:  | kameň, kov; rod. Linzboth                               | Grabstele aus Stein und Metall der Familie Linzboth mit Statue, Sektor M1/a, westlicher Teil der Mauer, Straße Ulica 29. augusta. | č. NKP: 101-279/67 Stand des NKP: 2012-02-08 Name: NÁHROBNÍK SO SOCHOU               |
| ja   | Datei hochladen | Grabstele mit Statue(sk) ObjektID: 101-279/68                | 29. augusta ul. (sektor I/1/2, Z časť) Standort KG: Staré Mesto Konskr.Nr.:      | kameň; rod. Weisz                                       | Steinerne Grabstele der Familie Weisz, Sektor I/1/2, westlicher Abschnitt, Straße Ulica 29. augusta. | č. NKP: 101-279/68 Stand des NKP: 2012-02-08 Name: NÁHROBNÍK SO SOCHOU               |
| ja   | Datei hochladen | Grabstele mit Statue(sk) ObjektID: 101-279/69                | 29. augusta ul. (sektor IV/3, JV nárožie) KG: Staré Mesto Konskr.Nr.:            | kameň; rod. Wimmer                                      | Steinerne Grabstele der Familie Wimmer, Sektor IV/3, südöstliche Ecke, Straße Ulica 29. augusta. | č. NKP: 101-279/69 Stand des NKP: 2012-02-08 Name: NÁHROBNÍK SO SOCHOU               |
|      | Datei hochladen | Grabstele(sk) ObjektID: 101-279/72                           | 29. augusta ul. (nárožie J a Z múru) KG: Staré Mesto Konskr.Nr.:                 | kameň; rod. Hörnes                                      | Steinerne Grabstele der Familie Hörnes, Ecke der Süd- und Westmauer, Straße Ulica 29. augusta. | č. NKP: 101-279/72 Stand des NKP: 2012-02-08 Name: NÁHROBNÍK                         |
|      | Datei hochladen | Grabstele mit Relief(sk) ObjektID: 101-279/78                | 29. augusta ul. (nárožie S a V múru) KG: Staré Mesto Konskr.Nr.:                 | kameň; Eysner Fridrich                                  | Steinerne Grabstele des Fridrich Eysner mit Relief, Ecke der Nord- und Ostmauer, Straße Ulica 29. augusta. | č. NKP: 101-279/78 Stand des NKP: 2012-02-08 Name: NÁHROBNÍK S RELIÉFOM              |
|      | Datei hochladen | Grabstele mit Statue(sk) ObjektID: 101-279/79                | 29. augusta ul. (sektor II, S strana) KG: Staré Mesto Konskr.Nr.:                | kameň; Baumann Stefan                                   | Steinerne Grabstele des Stefan Baumann mit Statue, Sektor II, Nordseite, Straße Ulica 29. augusta. | č. NKP: 101-279/79 Stand des NKP: 2012-02-08 Name: NÁHROBNÍK SO SOCHOU               |
|      | Datei hochladen | Grabstele mit Relief(sk) ObjektID: 101-279/80                | 29. augusta ul. (sektor III/4, stred Z str) KG: Staré Mesto Konskr.Nr.:          | kameň; Heim Narcisz                                     | Steinerne Grabstele mit dem Namen Narcisz Heim, Sektor III/4, Mitte der Westseite, Straße Ulica 29. augusta. | č. NKP: 101-279/80 Stand des NKP: 2012-02-08 Name: NÁHROBNÍK S RELIÉFOM              |
|      | Datei hochladen | Grabstele mit Relief und Medaillon(sk) ObjektID: 101-279/81  | 29. augusta ul. (sektor IV/2, SZ časť) KG: Staré Mesto Konskr.Nr.:               | kameň; Weiss von Schrattelhal Sidónia                   | Steinerne Grabstele der Sidónia Weiss von Schrattelhal mit Relief und Medaillon, Sektor IV/2, nordwestlicher Abschnitt, Straße Ulica 29. augusta. | č. NKP: 101-279/81 Stand des NKP: 2012-02-08 Name: NÁHROBNÍK S RELIÉFOM A MEDAILÓNOM |
|      | Datei hochladen | Grabstele mit Relief(sk) ObjektID: 101-279/82                | 29. augusta ul. (sektor II, Z strana) KG: Staré Mesto Konskr.Nr.:                | kameň; Keusch Anton a Anna                              | Steinerne Grabstele mit Relief der Anna und Anton Keusch, Sektor II, Westseite, Straße Ulica 29. augusta. | č. NKP: 101-279/82 Stand des NKP: 2012-02-08 Name: NÁHROBNÍK S RELIÉFOM              |
|      | Datei hochladen | Grabstele mit Statue(sk) ObjektID: 101-279/83                | 29. augusta ul. (sektor I/2, JZ časť) KG: Staré Mesto Konskr.Nr.:                | kameň; rod. Uxa                                         | Steinerne Grabstele der Familie Uxa mit Statue, Sektor I/2, südwestlicher Abschnitt, Straße Ulica 29. augusta. | č. NKP: 101-279/83 Stand des NKP: 2012-02-08 Name: NÁHROBNÍK SO SOCHOU               |
| ja   | Datei hochladen | Grabstele mit Statue(sk) ObjektID: 101-279/84                | 29. augusta ul. (sektor III/3, SV nárožie) Standort KG: Staré Mesto Konskr.Nr.:  | kameň; rod. Karola Kampfmüllera                         | Steinerne Grabstele der Familie des Karol Kampfmüller, Sektor III/3 nordöstliche Ecke, Straße Ulica 29. augusta. | č. NKP: 101-279/84 Stand des NKP: 2012-02-08 Name: NÁHROBNÍK SO SOCHOU               |
|      | Datei hochladen | Grabstele mit Gitter(sk) ObjektID: 101-279/85                | 29. augusta ul. (sektor I/1, JV časť) KG: Staré Mesto Konskr.Nr.:                | kov; rod. Tagányi                                       | Grabstele aus Metall der Familie Tagáni, Sektor I/1, südöstlicher Abschnitt, Straße Ulica 29. augusta. | č. NKP: 101-279/85 Stand des NKP: 2012-02-08 Name: NÁHROBOK S MREŽOU                 |
| ja   | Datei hochladen | Grabstele(sk) ObjektID: 101-279/86                           | 29. augusta ul. (sektor I/1/1, Z časť) Standort KG: Staré Mesto Konskr.Nr.:      | kameň; rod. Kampany                                     | Steinerne Grabstele der Familie Kampany, Sektor I/1/1, westlicher Abschnitt, Straße Ulica 29. augusta. | č. NKP: 101-279/86 Stand des NKP: 2012-02-08 Name: NÁHROBNÍK                         |
| ja   | Datei hochladen | Grabstele mit Gittergeländer(sk) ObjektID: 101-279/87        | 29. augusta ul. (sektor I/1/2, SV časť) Standort KG: Staré Mesto Konskr.Nr.:     | kov; rod. Steinbarzer                                   | Grabstele aus Metall der Familie Steinbarzer, Sektor I/1/2, nordöstlicher Abschnitt, Straße Ulica 29. augusta. | č. NKP: 101-279/87 Stand des NKP: 2012-02-08 Name: NÁHROBNÍK S MREŽOVOU OHRADOU      |
| ja   | Datei hochladen | Grabstele mit Medaillon und Statue(sk) ObjektID: 101-279/93  | 29. augusta ul. (nárožie S a V múru) KG: Staré Mesto Konskr.Nr.:                 | kameň; Schmid Hugo dr.                                  | Steinerne Grabstele des Dr. Hugo Schmid, Ecke der Nord- und Ostmauer, Straße Ulica 29. augusta. | č. NKP: 101-279/93 Stand des NKP: 2012-02-08 Name: NÁHROBOK S MEDAILÓNOM A SOCHOU    |
|      | Datei hochladen | Grabstele mit Relief(sk) ObjektID: 101-279/94                | 29. augusta ul. (sektor V/2, ca stred) KG: Staré Mesto Konskr.Nr.:               | kameň, kov; Gruber Béla                                 | Steinerne Grabstele des Béla Gruber, Sektor V/2, ca Mitte, Straße Ulica 29. augusta. | č. NKP: 101-279/94 Stand des NKP: 2012-02-08 Name: NÁHROBNÍK S RELIÉFOM              |
|      | Datei hochladen | Grabstele mit Relief(sk) ObjektID: 101-279/95                | 29. augusta ul. (sektor V/I, V strana) KG: Staré Mesto Konskr.Nr.:               | kameň, kov; rod. Molec                                  | Steinerne Grabstele der Familie Molec, Sektor V/I, Ostseite, Straße Ulica 29. augusta. | č. NKP: 101-279/95 Stand des NKP: 2012-02-08 Name: NÁHROBNÍK S RELIÉFOM              |
|      | Datei hochladen | Grabstele mit Statue und Medaillon(sk) ObjektID: 101-279/96  | 29. augusta ul. (sektor IV/5, SV časť) KG: Staré Mesto Konskr.Nr.:               | kameň; rod. Lanfranconi                                 | Steinerne Grabstele der Familie Lanfranconi, Sektor IV/5, nordöstlicher Abschnitt, Straße Ulica 29. augusta. | č. NKP: 101-279/96 Stand des NKP: 2012-02-08 Name: NÁHROBNÍK SO SOCHOU A MEDAILÓNOM  |
|      | Datei hochladen | Grabstele mit Statue(sk) ObjektID: 101-279/97                | 29. augusta ul. (sektor III/4, SV strana) KG: Staré Mesto Konskr.Nr.:            | kameň; Dach Ján                                         | Steinerne Grabstele des Ján Dach, Sektor III/4, nordöstliche Seite, Straße Ulica 29. augusta. | č. NKP: 101-279/97 Stand des NKP: 2012-02-08 Name: NÁHROBOK SO SOCHOU                |
|      | Datei hochladen | Grabstele mit Relief(sk) ObjektID: 101-279/98                | 29. augusta ul. (sektor III/4, V časť) KG: Staré Mesto Konskr.Nr.:               | kameň; Hostek Josef, rus. legionár                      | Steinerne Grabstele des russischen Legionärs Josef Hostek, Sektor III/4, östlicher Abschnitt, Straße Ulica 29. augusta. | č. NKP: 101-279/98 Stand des NKP: 2012-02-08 Name: NÁHROBNÍK S RELIÉFOM              |
|      | Datei hochladen | Grabstele mit Relief(sk) ObjektID: 101-279/99                | 29. augusta ul. (sektor III/2, JZ nárožie) KG: Staré Mesto Konskr.Nr.:           | kameň; rod. Karla Mahra                                 | Steinerne Grabstele der Familie des Karl Mahr, Sektor III/2, südwestliche Ecke, Straße Ulica 29. augusta. | č. NKP: 101-279/99 Stand des NKP: 2012-02-08 Name: NÁHROBNÍK S RELIÉFOM              |
| ja   | Datei hochladen | Grabstele(sk) ObjektID: 101-279/100                          | 29. augusta ul. (sektor III/2, stred Z str) KG: Staré Mesto Konskr.Nr.:          | kameň; Pongrácz Friderik                                | Steinerne Grabstele des Friderik Pongrácz, Sektor III/2, Mitte der Westseite, Straße Ulica 29. augusta. | č. NKP: 101-279/100 Stand des NKP: 2012-02-08 Name: NÁHROBOK                         |
| ja   | Datei hochladen | Grabstele mit Statue(sk) ObjektID: 101-279/101               | 29. augusta ul. (sektor III/3, ca stred V) KG: Staré Mesto Konskr.Nr.:           | kameň; Blanarovits Mária, pieta                         | Steinerne Grabstele der Mária Blanarovits, Pietà, Sektor III/3, Mitte der Ostseite, Straße Ulica 29. augusta. | č. NKP: 101-279/101 Stand des NKP: 2012-02-08 Name: NÁHROBNÍK SO SOCHOU              |
|      | Datei hochladen | Grabstele mit Gitter(sk) ObjektID: 101-279/102               | 29. augusta ul. (sektor IV/4, stred V str) KG: Staré Mesto Konskr.Nr.:           | kov, rod. Torma                                         | Grabstele aus Metall der Familie Torma, Sektor IV/4, Mitte der Ostseite, Straße Ulica 29. augusta. | č. NKP: 101-279/102 Stand des NKP: 2012-02-08 Name: NÁHROBOK S MREŽOU                |
|      | Datei hochladen | Grabstele mit Relief(sk) ObjektID: 101-279/103               | 29. augusta ul. (sektor II, S strana) KG: Staré Mesto Konskr.Nr.:                | kameň, Pintér Rafael                                    | Steinerne Grabstele des Rafael Pintér mit Relief, Sektor II, Nordseite, Straße Ulica 29. augusta. | č. NKP: 101-279/103 Stand des NKP: 2012-02-08 Name: NÁHROBNÍK S RELIÉFOM             |
|      | Datei hochladen | Grabstele mit Relief(sk) ObjektID: 101-279/104               | 29. augusta ul. (sektor II, JV časť) KG: Staré Mesto Konskr.Nr.:                 | kameň; Horváthová Margita                               | Steinerne Grabstele der Margita Horváthová, Sektor II, südöstlicher Abschnitt, Straße Ulica 29. augusta. | č. NKP: 101-279/104 Stand des NKP: 2012-02-08 Name: NÁHROBNÍK S RELIÉFOM             |
| ja   | Datei hochladen | Grabstele mit Medaillon(sk) ObjektID: 101-279/105            | 29. augusta ul. (sektor I/1/2, stred J str) Standort KG: Staré Mesto Konskr.Nr.: | kameň; Bikszárdy Vincent                                | Steinerne Grabstele des Vincent Bikszárdy mit Medaillon, Sektor I/1/2, Mitte der Südseite, Straße Ulica 29. augusta. | č. NKP: 101-279/105 Stand des NKP: 2012-02-08 Name: NÁHROBNÍK S MEDAILÓNOM           |
|      | Datei hochladen | Grabstele mit Gitter und Leuchtern(sk) ObjektID: 101-279/106 | 29. augusta ul. (sektor I/2, SZ nárožie) KG: Staré Mesto Konskr.Nr.:             | kov; rod. Siersch                                       | Grabstele aus Metall der Familie Sierch, mit Gitter und Leuchtern, Sektor I/2, nordwestliche Ecke, Straße Ulica 29. augusta. | č. NKP: 101-279/106 Stand des NKP: 2012-02-08 Name: NÁHROBOK S MREŽOU A SVIETNIKMI   |
|      | Datei hochladen | Grabstele(sk) ObjektID: 101-279/109                          | 29. augusta ul. (sektor I/1, Z časť) KG: Staré Mesto Konskr.Nr.:                 | kameň; Vilikovský Ján                                   | Steinerne Grabstele des Ján Vilikovský, Sektor I/1, westlicher Abschnitt, Straße Ulica 29. augusta. | č. NKP: 101-279/109 Stand des NKP: 2012-02-08 Name: NÁHROBOK                         |
| ja   | Datei hochladen | Grab mit Gittergeländer(sk) ObjektID: 101-279/110            | 29. augusta ul. (M/4, S múr) Standort KG: Staré Mesto Konskr.Nr.:                | kameň, kov; Ferdinand Knauz                             | Grab mit Gittergeländer des Ferdinand Knauz, Sektor M/4, Nordmauer, Straße Ulica 29. augusta. | č. NKP: 101-279/110 Stand des NKP: 2012-02-08 Name: HROB S MREŽOVOU OHRADOU          |
|      | Datei hochladen | Wohnhaus(sk) ObjektID: 101-10480/0                           | 29. augusta ul. 28, 30, 32, 34, KG: Staré Mesto Konskr.Nr.: 2281                 | radový                                                  | Reihen- und Wohnhaus in der Straße Ulica 29. augusta 28, 30, 32, 34. | č. NKP: 101-10480/0 Stand des NKP: 2012-02-08 Name: DOM BYTOVÝ                       |

## Legende
Die Tabelle enthält im Einzelnen folgende Informationen:
| Foto:                    | Fotografie des Denkmals. |
| Denkmal / č. ÚZPF:       | Die Übersetzung der Bezeichnung des Denkmals, wie sie vom Slowakischen Denkmalamt (Pamiatkový úrad Slovenskej republiky) verwendet wird. Die Originalbezeichnung ist unter dem Fragezeichen angegeben. Fehlt die Übersetzung, so wird die Originalbezeichnung direkt angezeigt. Weiters ist die Objekt-Identifikationsnummer (Objekt ID) angeführt. Sie ist die offizielle, in der Slowakei eindeutige Nummer č. ÚZPF inklusive der zugehörigen Zählnummer, wie sie in den Daten des Denkmalamtes angegeben wird. Da diese nur innerhalb eines Landkreises gezählt wird, ist dessen Nummer der Denkmalnummer vorangestellt. |
| Standort:                | Wenn in der Liste vorhanden, ist die Adresse angegeben. In Klammern kann sich noch eine zusätzliche Adresse befinden, wenn es beispielsweise ein Eckhaus ist. Bei freistehenden Objekten ohne Adresse (zum Beispiel bei Bildstöcken) ist eine Adresse angegeben, die in der Nähe des Objekts liegt. Durch Aufruf des Links Standort wird die Lage des Denkmals in verschiedenen Kartenprojekten angezeigt. Darunter sind die Katastralgemeinde (KG) und, wenn vorhanden, die Konskriptionsnummer (Konskr. Nr.) angegeben.                                                                                                   |
| Offizielle Beschreibung: | Es ist die Kurzbeschreibung auf Slowakisch, wie sie in den offiziellen Listen angegeben ist, eingetragen. |
| Beschreibung:            | Kurze Angaben zum Denkmal auf Deutsch. |
| Metadaten:               | Zusätzlich werden, wenn in den persönlichen Einstellungen das Helferlein Dauerhaftes Einblenden von Metadaten aktiviert ist, ebensolche angezeigt. |

- Karte mit allen Koordinaten:
- OSM |
- WikiMap